# Annie Richmond
Annie Richmond (Westford, Massachusetts, 12 de abril de 1820-Lowell, Massachusetts, 9 de febrero de 1898) fue una mujer estadounidense que mantuvo una relación platónica y epistolar con el autor estadounidense Edgar Allan Poe.

## Biografía
Nacida Nancy Locke Heywood, el 26 de mayo de 1840 se casó con Charles Bradford Richmond (25 de noviembre de 1816-25 de agosto de 1873), un rico propietario de fábricas de papel. Ella adoptó formalmente el nombre "Annie" después de la muerte de su esposo. Conoció a Poe en julio de 1848, cuando asistió a la conferencia dada por el autor en Lowell sobre "Los poetas y la poesía en América". Aunque no poseía ningún talento o ambición literarios, estaba muy interesada en quienes sí lo poseían. Mujer decidida, autoritaria y superficial, no dudó en aprovechar la oportunidad de conocer a esa fascinante celebridad literaria.
Poe hizo otras dos visitas a la ciudad en octubre de ese mismo año y en la primavera de 1849, quedándose brevemente. Se calcula que el tiempo que pasó con Richmond y su familia no fue de más de dos semanas. Todos creyeron que solo fueron conocidos amistosos hasta finales de 1870, cuando ella le entregó al biógrafo de Poe John H. Ingram las copias de unas cartas que dijo que el autor le había enviado entre octubre de 1848 y junio de 1849, que nunca antes había mostrado a nadie. Los originales nunca se encontraron. Esas cartas extrañas, histéricas y mal escritas muestran un Poe consumido por una pasión desequilibrada y obsesiva- en el prólogo biográfico de su traducción de la obra del autor, Julio Cortázar dice que se encaprichó de sus ojos, lo que recuerda los dientes en Berenice- por la entonces joven dama que, ella dijo que porque le sonaba mejor, rebautizó Annie. Ella adoptó legalmente ese apodo después de la muerte de su esposo en 1873, presumiblemente para vincularse más firmemente con el poema de Poe de 1849 For Annie. Esta pasión, demostrada en las cartas, habría sido paralela a su breve y desafortunado compromiso con Sarah Helen Whitman, que recibía de su prometido cartas similares de amor desbordado.
Annie pronto lamentaría su decisión de sacar a la luz su correspondencia secreta. Su hija única, la Sra. Caroline H. Richmond Coffin (1844-1914) se enfureció cuando se publicó el libro de Ingram y descubrió la colaboración de su madre. El romance platónico con Poe le pareció una ofensa a la memoria de su querido padre Charles Richmond. La disputa familiar que resultó de la indiscreción de Annie la dejó amargada y solitaria en sus últimos años. Sus esfuerzos por autopromocionarse le permitieron pasar a la historia, pero a un alto precio personal.